# Графитный проезд
Графи́тный проезд — проезд в Москве, расположенный в районе Марьино Юго-Восточного административного округа.

## История
Ранее в этой местности располагались Люблинские поля орошения.
Графитный проезд был официально образован 26 августа 1960 года. Название получил от графитного завода, располагавшегося здесь до 1917 года..

## Расположение
Проезд занимает узкий участок дороги, проложенный внутри квартала, проходящий параллельно улице Перерва и улице Нижние Поля, а также участок, примыкающий к Люблинской улице. По обеим сторонам проезда расположены промзоны с гаражами и автостоянками. Первоначально  проезд проходил от железнодорожной линии Курского направления у (платформы Перерва) до улицы Нижние Поля.
Сейчас проезд фактически состоит из отдельных, не связанных между собой участков, разделённых огороженными территориями. На многих картах Графитным проездом ошибочно назван Проектируемый проезд № 2120 (между улицами Нижние Поля и Перерва.  В настоящее время домовладений по проезду не числится.

## Транспорт
Наземный общественный транспорт по проезду не проходит. В 390 метрах на улице Перерва расположена остановка «Графитный проезд» автобусных маршрутов № 657 и 957. Ближайшая станция метро — «Марьино» — расположена в 600 метрах к юго-востоку от проезда.